# ماري أندروز
ماري أندروز (بالإنجليزية: Mary Andrews) ‏ (1854–1914) هيَ جيولوجية مِن أيرلندا الشمالية، وتُعتبر من أوائل النِساء العامِلات في هذا المَجال.

## حياتها
وُلدت ماري في عام 1854 في بلفاست، وهي ابنة من بين 6 أطفال، والدها هوَ الكيمائي توماس أندروز ووالدتها هيَ جين هاردي. عَملت ماري كأمينة فَخرية لنادي الميدان الطبيعي ببلفاست عند إنشائه في 1893.
في عام 1907 مَثلت ماري جامعة الملكة وَنادي الميدان الطبيعي ببلفاست في الاحتفال المئوي لجمعية لندن الجيولوجية.

## أعمالها
- (as K.) The Early History of Magnetism, Nature, 27 April 1876.[5]
- 'Denudation at Cultra, County Down' [1892], Irish Naturalist 2 (1893), pp. 16–18; 47-49; Belfast Field Club Reports 3 (1893), pp. 529–32
- 'Dykes in Antrim and Down', Irish Naturalist 3 (1894), pp. 93–6
- 'Erosion at Newcastle', Irish Naturalist, 10, 114
- 'Notes on Moel Tryfaen' [1894], Belfast Field Club Reports 4 (1901), pp. 205–10